# ليف بونترياغين
ليف سيميونوفيتش بونترياغين (3 سبتمبر 1908 - 3 مايو 1988) عالم رياضيات سوفييتي. ولد في موسكو وفقد بصره في سن الـ14 نتيجة انفجار موقد الكيروسين بوجهه، وبالرغم من فقدانه لبصره إلا أنّه أصبح من أعظم علماء الرياضيات في القرن العشرين بمساعدة أمه "تاتيانا اندريفنا"، التي كانت تقرأ له كتب الرياضيات (خاصة لهاينز هوف وجون هنري وايتهيد وهاسلر وايتني). كانت له اكتشافات كبيرة في الرياضيات من ضمنها في مجالات الطوبولوجيا الجبرية والطوبولوجيا التفاضلية.

## روابط خارجية
- ليف بونترياغين على موقع الموسوعة البريطانية (الإنجليزية)